# Lago Espolón
El lago Espolón es un cuerpo de agua superficial léntico ubicado en la cuenca del río Yelcho en la provincia de Palena, Región de Los Lagos.

## Ubicación y descripción
Es un lago, de forma alargada, es un lago de transición del río Espolón, el que lleva sus aguas hasta desembocar en el río Futaleufú, afluente del río Yelcho.
Su espejo de agua cubre un área de 14,2 km².: 22 

## Hidrología
En su extremo norte el lago recibe al río Espolón proveniente de la divisoria de aguas con el río Michimahuida, también de la cuenca del Yelcho. Por su lado poniente recibe los afluentes río Blanco, río Cenizas y río Tigre.: Figura 2-6 
En su desagüe existe una estación fluviométrica.: 72 